# Katarzyna Kanclerz
Katarzyna Kanclerz (ur. 31 marca 1966 w Warszawie) – polska producentka muzyczna, menedżerka muzyczna.
Była uznana przez popkulturowy magazyn „Machina” jedną z najbardziej wpływowych osób polskiego przemysłu muzycznego. Współtwórczyni i dyrektorka artystyczna wytwórni płytowej Izabelin Studio. Członkini Akademii Fonograficznej ZPAV.

## Życiorys
W wieku 16 lat zaczęła prowadzić warszawski fanklub grupy Lady Pank, włączając się w promowanie zespołu i organizację (wspólnie z Mariuszem Dumą) sceny muzycznej w Klubie Park. W latach 1987–1990 była współproducentką Krajowego Festiwalu Piosenki Polskiej w Opolu i festiwalu w Jarocinie. W ramach Krajowej Sceny Młodzieżowej wspólnie z Piotrem Majewskim i Pawłem Sito współpracowała z Rozgłośnią Harcerską i Programem III Polskiego Radia, realizując platformę koncertową z udziałem m.in. zespołów: Kobranocka, Róże Europy, Sztywny Pal Azji i Chłopcy z Placu Broni.
W 1990 poślubiła Marka Jaszczura, gitarzystę i menedżera zespołu Kult, jednak ich małżeństwo nie trwało długo. W 1991 została współzałożycielką Związku Producentów Audio-Video. W latach 1991–1994 jako współzałożycielka i dyrektorka artystyczna Izabelin Studio była autorką sukcesu medialnego i płytowego wielu polskich grup muzycznych i artystów, takich jak m.in.: Acid Drinkers, Hey, Edyta Bartosiewicz, Kasia Kowalska, The Days, Virgin, Kobranocka, Kolaboranci i Proletaryat.
W 1994 zrealizowała pierwszą w kraju koprodukcję z MTV Europe Live - show zespołu Hey z Katowickiego Spodka oraz akustyczne widowisko muzyczne dla TVP2 „Kobiety w Rocku”, na którym wystąpiły Edyta Bartosiewicz, Anita Lipnicka, Renata Przemyk i Kasia Nosowska. Po przejęciu Izabelin Studio przez PolyGram w 1994 została dyrektorką promocji, a następnie dyrektorką marketingu w Universal Music Polska, gdzie zarządzała strategią wydawniczą m.in. polskich artystów, takich jak: zespół Kombi, Elektryczne Gitary, Big Cyc, Ich Troje czy Patrycja Markowska oraz procesami wprowadzenia na polski rynek międzynarodowych wydawnictw artystów, takich jak: Sting, Elton John, Björk, Eminem, The Cranberries czy Metallica. W latach 2007–2008 jako dyrektorka zarządzająca i właścicielka agencji Promotion House zarządzała promocją twórcy i dyrygenta – Piotra Rubika.
W 2008 wzięła udział jako członkini jury w telewizyjnym programie Nowa generacja. W tym samym roku w krótkim okresie współpracę z Kanclerz zakończyli Michał Wiśniewski, Piotr Rubik oraz Mandaryna, a każde z nich nadało temu faktowi rozgłos medialny. W efekcie wycofała się z branży muzycznej, poświęcając się rozwijaniu firmy zajmującej się funduszami inwestycyjnymi i projektowaniem kanałów marketingu internetowego.

## Dyskografia
Wyprodukowane albumy
- 1989: Daab album Daab III[6]
- 1994: Hey album Ho![7]
- 1994: Hey album Live![8]
- 1994: Big Day album W świetle i we mgle[9]
- 1994: Hey singel Misie[10]
- 1994: Edyta Bartosiewicz album Sen[11]
- 1995: Hey singel Heledore Babe[12]
- 1995: Hey singel Anioł[13]
- 1995: Hey album Heledore[14]

Producent wykonawczy
- 1994: Kasia Kowalska album Gemini[15]

## Filmografia
- 2002 Gwiazdor – producent[16][17][18]

## Produkcje telewizyjne
- 1994 – koprodukcja z MTV Europe Live-show zespołu Hey z Katowickiego Spodka – producent
- 1994 – TVP2 – akustyczne widowisko muzyczne „Kobiety w Rocku” z udziałem Edyty Bartosiewicz, Anity Lipnickiej, Renaty Przemyk i Kasi Nosowskiej – producent, autor scenariusza
- 2003 – TVN – program konkursowy „Drzwi do kariery” i pierwsza edycja reality show Jestem jaki Jestem – pomysłodawca, współproducent
- 2006 – TV Polsat – program z nauką tańca Let's Dance – producent
- 2008 – TVP2 – widowisko muzyczne Habitat – producent
- 2008 – TVP2 – muzyka do czołówki programu Tomasz Lis na żywo – producent
- 2008 – TV4 – juror w telewizyjnym talent show Nowa Generacja

## Nagrody
Laureatka nagrody Fryderyków w 1994 w kategorii Nagroda specjalna za całokształt dokonań organizacyjnych i impresaryjnych do roku 1994.